# 大石真
大石 真（おおいし まこと、1925年12月8日 - 1990年9月4日）は、日本の児童文学作家。

## 来歴・人物
埼玉県北足立郡白子村（後に和光市へ合併）出身。父は医師で、「大石医院」を営んでいた。白子尋常小学校に入学後、豊島区の西巣鴨第五尋常小学校に転校。同級生に童話作家の松谷みよ子がいる。
戦争を嫌い、兵役を逃れるために科学の道を志し、早稲田大学の理系学部に1945年入学。1947年、第一文学部英文学科に編入。早大童話会に入会し、坪田譲治のコネにより小峰書店で編集のアルバイトをしつつ大学生活を送り、1950年に大学を卒業すると小峰書店の正社員となった。1951年7月、早大童話会から派生した「びわの実会」の旗揚げに参加し、創作活動に専念。これら3団体の後輩に寺村輝夫がおり、童話会時代寺村の作品を初めて誉めたのは大石である。寺村によると「童話会では一番の読書家だが、字も一番汚かった」との事。大石と寺村はその後、生涯と通して親友となる。他に同会では今西祐行、前川康男、竹崎有斐と親交が深かった。
1953年、早大童話会20周年記念号「童苑」に掲載された短編『風信器』で第3回日本児童文学者協会新人賞を受賞。
童話作家として一本立ちしてからは、東京都昭島市に長らく住む。出身地である和光市の白子コミュニティセンターには、直筆原稿や遺品などの資料が展示されている。

## 主な作品

### 大石真童話全集

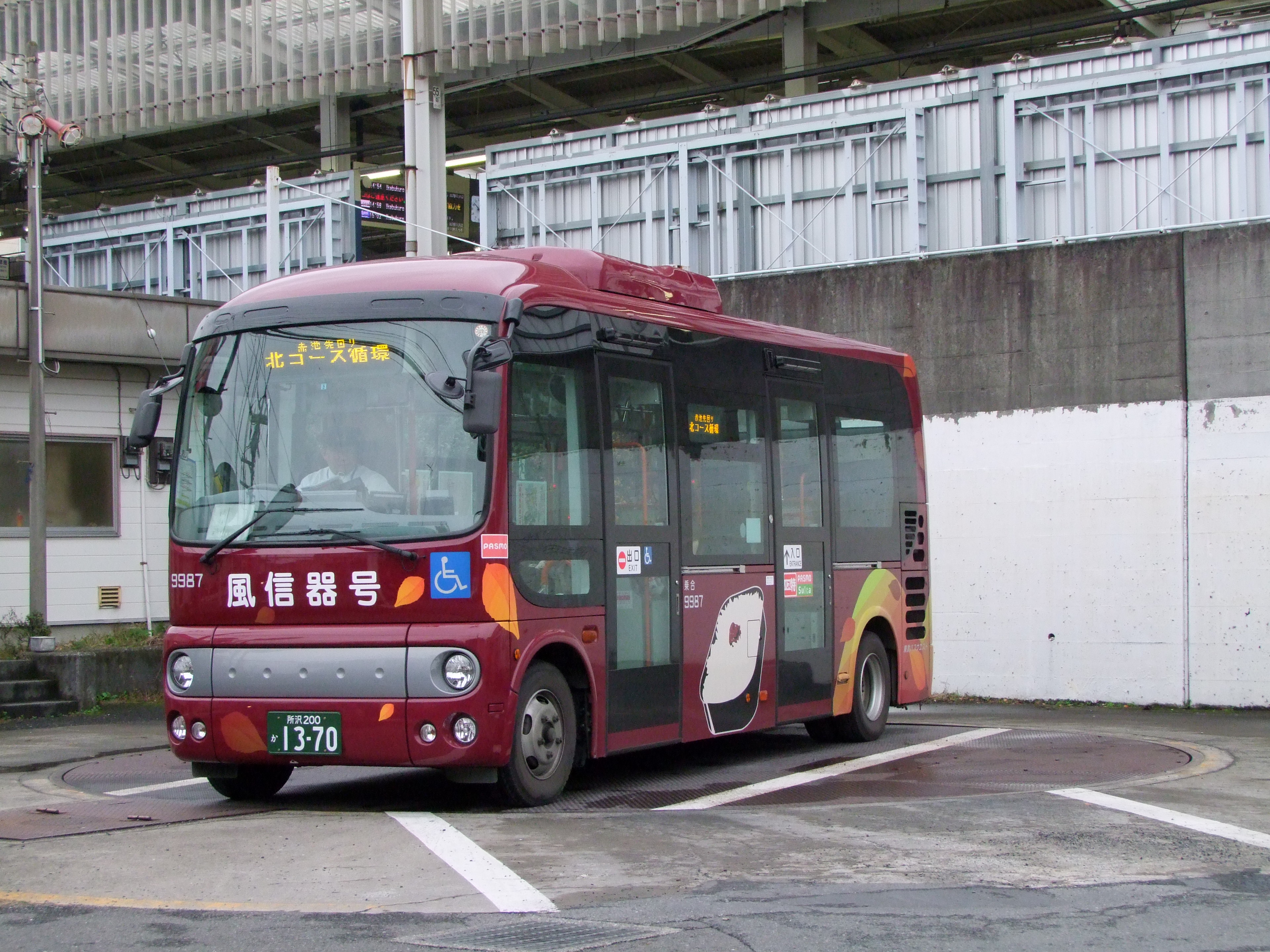
和光市内循環バスのポンチョ「風信器号」

ポプラ社より1982年に発売され、挿絵は村上豊が全巻担当。同時に「寺村輝夫童話全集」も発売され、巻末解説ではお互いが寄稿し合っている。現在絶版。
1. 『風信器』 - 児童文学者協会新人賞受賞。また和光市ではゆかりの人物として、コミュニティバスである和光市内循環バスに2010年2月から、埼玉県立芸術総合高等学校の生徒2名がデザインした「風信器号」のラッピングが施されている。
2. 『教室二〇五号』 - 実写映画化されている。
3. 『たたかいの人 田中正造』
4. 『街の赤ずきんたち』
5. 『チョコレート戦争』 - 全国の小学校で幅広く読まれ、発売以来50年以上が経ってなお人気の高い作品である。
6. 『ふしぎなつむじ風』
7. 『ひばり団地のテントウムシ』
8. 『ミス3年2組のたんじょう会』
9. 『のっぽビルのでぶくん』
10. 『四年四組の風』
11. 『駅長さんと青いシグナル / おかあさんのたんじょう日』
12. 『てんぐ先生は1年生 / さとるのじてんしゃ』 - 「てんぐ先生～」の作者は大石と次男の連名になっている。これは次男が小学校の宿題に提出した創作童話を、大石が書き直して商業出版したため。
13. 『さあゆけ!ロボット』
14. 『わにのバンボ』
15. 『ペリカンとうさんのおみやげ』
16. 『もりたろうさんのじどうしゃ』

### その他
- 『消えた五人の小学生』（山藤章二絵、国土社、創作子どもSF全集6） 1969
- 『ぼくたち緑の時間』（偕成社文庫） 1973
- 『雷が落ちた日』（学習研究社、学習・科学『6年の読み物特集号』）1973[4]
- 『朝霧の中のおじいさん』（教育出版、小学3年生国語教科書） 1974[5]
- 『アーコのおみまい』（安野光雅、小学館、小学館の創作童話シリーズ） 1977
- 『見えなくなったクロ』（偕成社文庫） 1977 - 小学館文学賞受賞。
- 『はらっぱおばけ』（あかね書房、西川おさむ絵） 1978
- 『魔女のいる教室』（フォア文庫） 1980
- 『ながぐつをはいたねこ』（ペロー原作、青山みるく絵、国土社、こども世界名作） 1987　ISBN 978-4337011083
- 『小公子セディ』（バーネット原作、青山みるく絵、国土社、こども世界名作） 1988　ISBN 9784337011137
- 『眠れない子』（講談社、わくわくライブラリー） 1990 - 野間児童文芸賞、日本児童文学者協会賞特別賞受賞。
- 『日本の昔話 9号』（村上勉絵、チャイルド本社）
- 『野性の呼び声』（ジャック・ロンドンの名作を翻訳、新潮文庫）